# Walter Tenfelde
Walter Tenfelde (* 29. Juni 1944 in Drangstedt) ist ein deutscher Erziehungswissenschaftler.

## Leben
Nach Abitur 1964 studierte er Wirtschaftswissenschaften und der Wirtschaftspädagogik an den Universitäten Münster, Köln und Paderborn und der Promotion zum Dr. rer. pol. an der Universität Paderborn 1979 war er von 1981 bis 2009 Professor für Erziehungswissenschaft unter besonderer Berücksichtigung der Wirtschaftspädagogik am Fachbereich Erziehungswissenschaft der Universität Hamburg.

## Schriften (Auswahl)
- Berufliche Orientierung durch Berufswahlunterricht. Theoretische Grundlagen und Rahmenbedingungen unterrichtlicher Entwicklungsstrategien. Bad Heilbrunn 1978, ISBN 3-7815-0396-8.
- mit Karin Rebmann: Betriebliches Lernen. Explorationen zur theoriegeleiteten Begründung, Modellierung und praktischen Gestaltung arbeitsbezogenen Lernens. München 2008, ISBN  	978-3-86618-273-8.
- mit Karin Rebmann und Tobias Schlömer: Berufs- und Wirtschaftspädagogik. Eine Einführung in Strukturbegriffe . Wiesbaden 2011, ISBN 978-3-8349-1855-0.
- (Hrsg.): Entrepreneurship, small business and education in developing economies. Contextual elements and practical examples. Augsburg 2019, ISBN 3-95710-236-7.